# Ian Bibby
Ian Bibby (* 20. Dezember 1986 in Preston) ist ein ehemaliger britischer Radrennfahrer.

## Sportliche Laufbahn
2003 wurde Ian Bibby in Birmingham zum ersten Mal britischer Meister im Cyclocross, und zwar in der Juniorenklasse in Birmingham; 2004 konnte er seinen Titel verteidigen. 2007 sowie 2008 gewann er den nationalen Meistertitel in der U23-Klasse sowie die National Trophy Series in Derby. Sein bedeutendster Erfolg im Querfeldeinsport gelang ihm 2010 mit dem Gewinn der britischen Elitemeisterschaft.
Ab 2010 verlegte Bibby seinen sportlichen Schwerpunkt auf den Straßenradsport. Bis 2019 fuhr er für verschiedene UCI Continental Team, der Sprung in eine Profiteam gelang ihn jedoch nicht. 2010 gewann er mit je einem Abschnitt des Cinturón a Mallorca seine ersten Rennen des internationalen Kalenders. Im Jahr 2017 konnte er die Eintagesrennen Velothon Wales und Lincoln Grand Prix gewinnen. Im Jahr darauf wurde er Gesamtzweiter des Etappenrennens New Zealand Cycle Classic, bei dem er auch einen Tagesabschnitt und die Punktewertung gewann. Der Prolog zur Tour of Japan 2018 war der letzte Sieg seiner Karriere.
Nach der Saison 2019 beendete Bibby im Alter von 33 Jahren seine Karriere als Radrennfahrer.

## Erfolge

### Cyclocross
2002/2003
- Britischer Meister (Junioren)

2003/2004
- Britischer Meister (Junioren)

2006/2007
- Britischer Meister (U23)

2007/2008
- Britischer Meister (U23)
- National Trophy Series 5, Derby

2009/2010
- Britischer Meister

### Straße
2010
- eine Etappe Cinturón Ciclista a Mallorca

2011
- eine Etappe Cinturón Ciclista a Mallorca

2012
- eine Etappe La Mi-Août en Bretagne

2015
- eine Etappe An Post Rás

2017
- Velothon Wales

2018
- eine Etappe und Punktewertung New Zealand Cycle Classic
- Prolog Japan-Rundfahrt